# San Giacomo in Paludo
San Giacomo in Paludo (wł. święty Jakub na mokradłach) – wyspa Laguny Weneckiej na północy Morza Adriatyckiego, u wybrzeży Wenecji Euganejskiej.
Znajduje się między Murano z Madonna del Monte. Oblewają ją wody kanału Scomenzera San Giacomo. Wyspa ma wielkość 12 496 m², z których 11 896 są zabudowane.

## Historia
W 1046 Orso Badoer oddał wyspę Giovanniemu Trono z Mazzorbo, by ten wzniósł na niej klasztor pod wezwaniem św. Jakuba Większego Apostoła. Klasztor miał przyjmować pielgrzymów i podróżnych. W 1238 klasztor przejęły mniszki cysterki. Zakonnice przeniosły się do opactwa Santa Margherita na Torcello w 1440. W 1456 zabudowa była wykorzystana jako lazaret. W XVI wieku na wyspie osiedlili się franciszkanie konwentualni. Zakonnicy często musieli naprawiać wały przeciwpowodziowe. W 1810 Napoleon wprowadził zakaz używania habitu zakonnego i likwidację dóbr kościelnych. Klasztor zamknięto i zburzono. Wyspę zaadaptowano na potrzeby militarne.